# 阿爾戈索 (加利福尼亞州)
阿爾戈索（英語：Algoso）是位於美國加利福尼亞州克恩縣的一個非建制地區。該地的面積和人口皆未知。

## 地理
阿爾戈索的座標為35°21′35″N 118°55′30″W / 35.35972°N 118.92500°W，而該地的平均海拔高度為131米（即430英尺）。